# (1367) Nongoma
(1367) Nongoma es un asteroide que forma parte del cinturón de asteroides y fue descubierto por Cyril V. Jackson desde el observatorio Union de Johannesburgo, República Sudaficana, el 3 de julio de 1934.

## Designación y nombre
Nongoma fue designado inicialmente como 1934 NA.
Más adelante se nombró por Nongoma, una localidad de la República Sudafricana.

## Características orbitales
Nongoma está situado a una distancia media del Sol de 2,343 ua, pudiendo acercarse hasta 2,035 ua y alejarse hasta 2,652 ua. Su excentricidad es 0,1316 y la inclinación orbital 22,49°. Emplea en completar una órbita alrededor del Sol 1310 días.